# Purpuricenus humeralis
Purpuricenus humeralis är en skalbaggsart som först beskrevs av Fabricius 1798.  Purpuricenus humeralis ingår i släktet Purpuricenus och familjen långhorningar. Inga underarter finns listade i Catalogue of Life.